# Capsulata edenensis
Capsulata edenensis är en plattmaskart som beskrevs av Sandeman 1959. Capsulata edenensis ingår i släktet Capsulata och familjen Dilepididae. Inga underarter finns listade i Catalogue of Life.